# آبراهام فرنکل
آبراهام فرنکل (عبری: אברהם הלוי (אדולף) פרנקל‎؛ ۱۷ فوریهٔ ۱۸۹۱ – ۱۵ اکتبر ۱۹۶۵) ریاضی‌دان اهل آلمان بود.
وی همچنین برنده جوایزی همچون جایزه اسرائیل شده‌است.